# ArtArmor

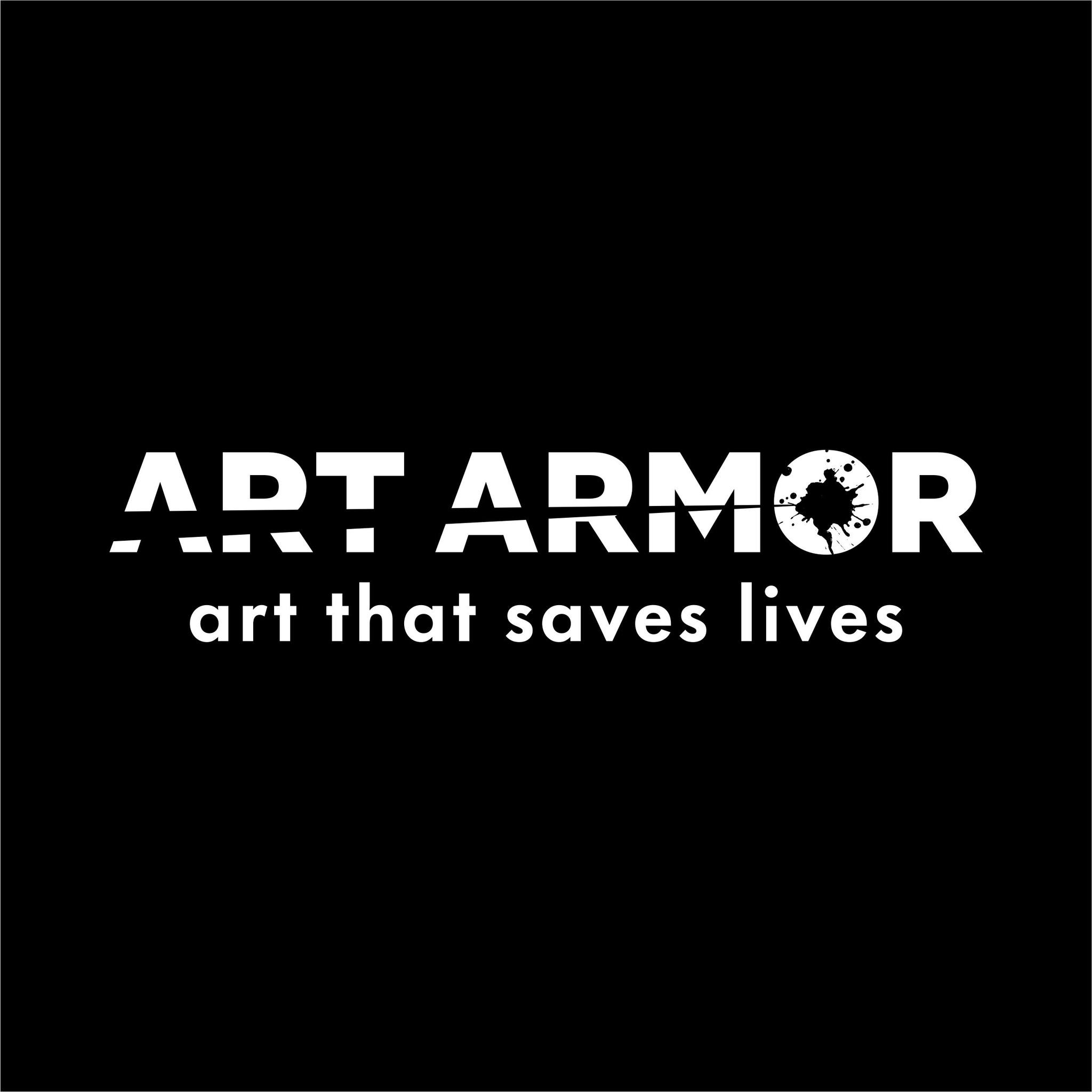
Логотип мистецького проєкту ArtArmor

ArtArmor (укр. АртБроня) – благодійний мистецький проєкт, заснований у Рівному навесні 2022 року. Особливістю є перетворення на артоб’єкти бронеплит, що були пошкоджені кулями або уламками та вже «виконали свою місію» щодо захисту людського життя.
Засновником проєкту є народний депутат України IX скл. від партії "Слуга народу" Олександр Ковальчук.
Метою проєкту є привернення уваги до війни Росії проти України та збір коштів на гуманітарні потреби, зокрема: закупівлю засобів захисту для Сил безпеки і оборони України, проведення гуманітарного розмінування територій, лікування та реабілітацію поранених захисників.

## Історія проєкту
Олександр Ковальчук із партнерами заснував БФ Ukraine For Heroes («Благодійний фонд «Україна для Героїв» – офіційна назва), який забезпечує ЗСУ, а також надає гуманітарну допомогу цивільному населенню України. Партнерами фонду є Community Organized Relief Effort, GIFT Global Initiative.
У березні 2022 року команда БФ Ukraine For Heroes за ініціативи Ковальчука заснувала проєкт ArtArmor, метою якого було визначено забезпечення гуманітарних потреб ЗСУ.

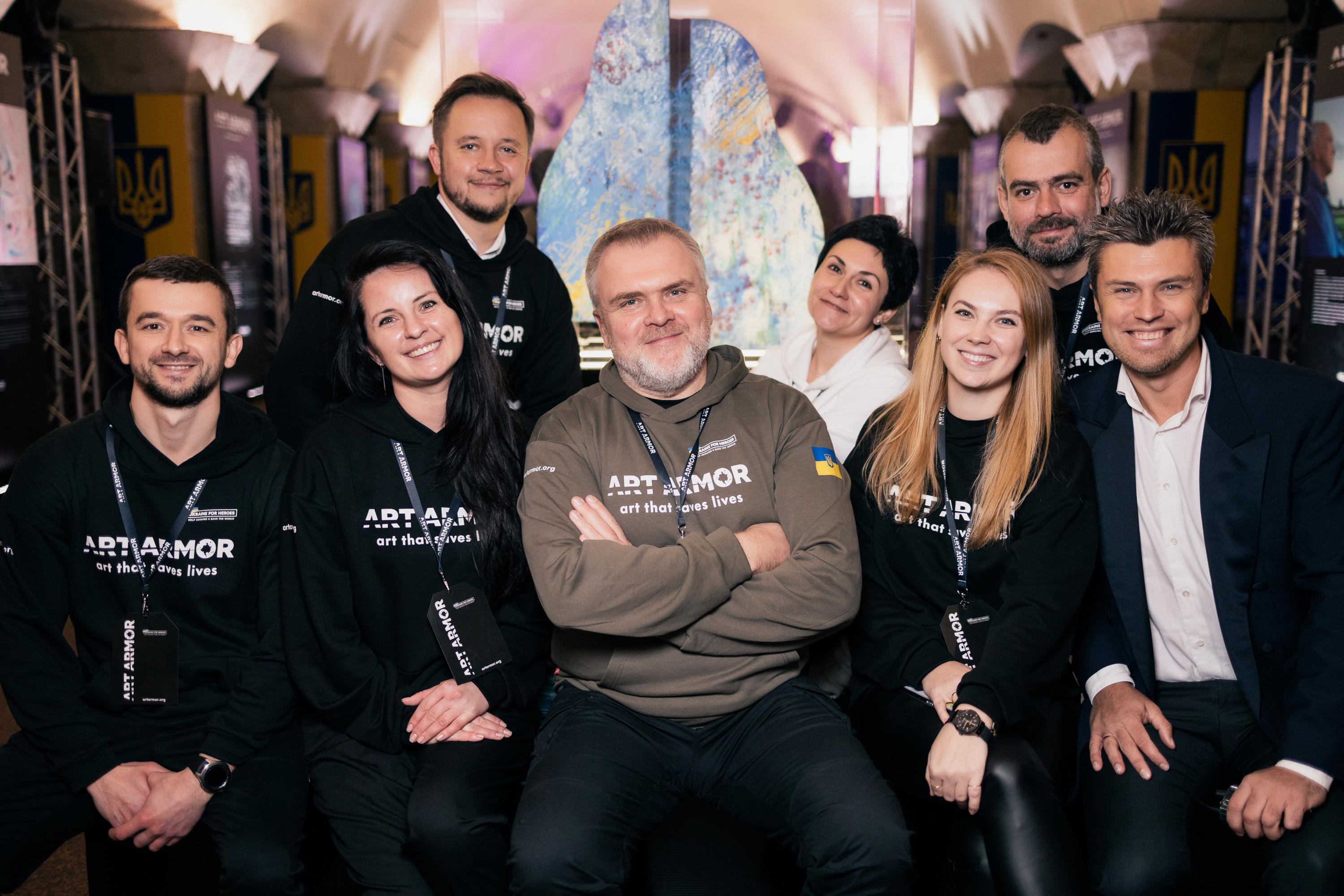
Команда проєкту

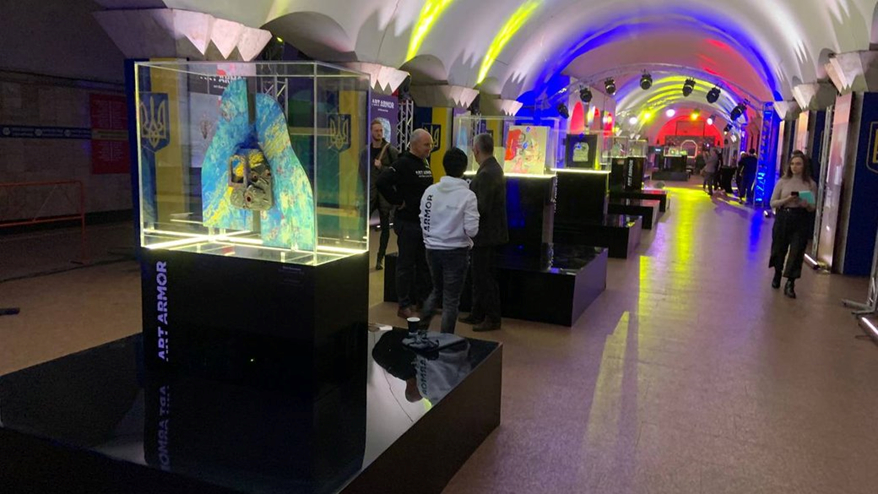
Презентація проєкту на станції метро "Майдан незалежності"

Того ж місяця військові передали представникам мистецького проєкту перші бронеплити для їх подальшого перетворення на артоб’єкти.
Впродовж періоду з березня по жовтень 2022 року до проєкту ArtArmor долучилися перші 9 українських митців, які перетворили понівечені кулями та уламками бронеплити на об’єкти мистецтва.

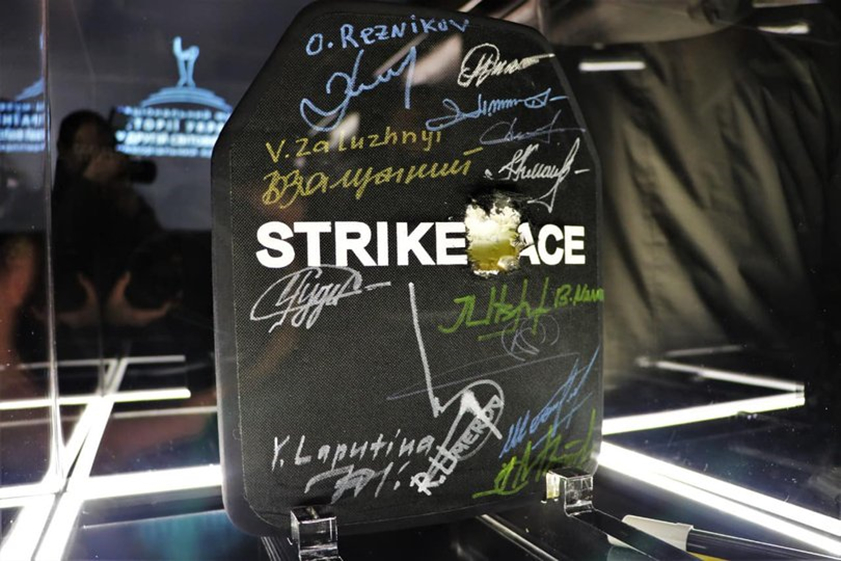
Бронеплита "Сила в єдності", створена за задумом Ковальчука

11 жовтня 2022 року у Military Media Center відбувся анонс мистецького проєкту, на якому його творці розкрили перші подробиці своїх ідей та цілей.
14 жовтня 2022 року на станції метро Майдан Незалежності відбулася офіційна презентація мистецького благодійного проєкту ArtArmor. Ця дата була обрана невипадково, адже 14 жовтня відзначаються День Українського козацтва, День захисників і захисниць України та християнське свято Покрови Пресвятої Богородиці.
Після проведення презентації була організована перша виставка артоб’єктів з пошкоджених бронеплит. Національний музей історії України у Другій світовій війні приймав виставку впродовж листопада-грудня 2022 року, після чого «Нова пошта» організувала доставку виставки з Києва до Львова.
Також у грудні до проєкту ArtArmor приєдналися ще двоє українських митців.

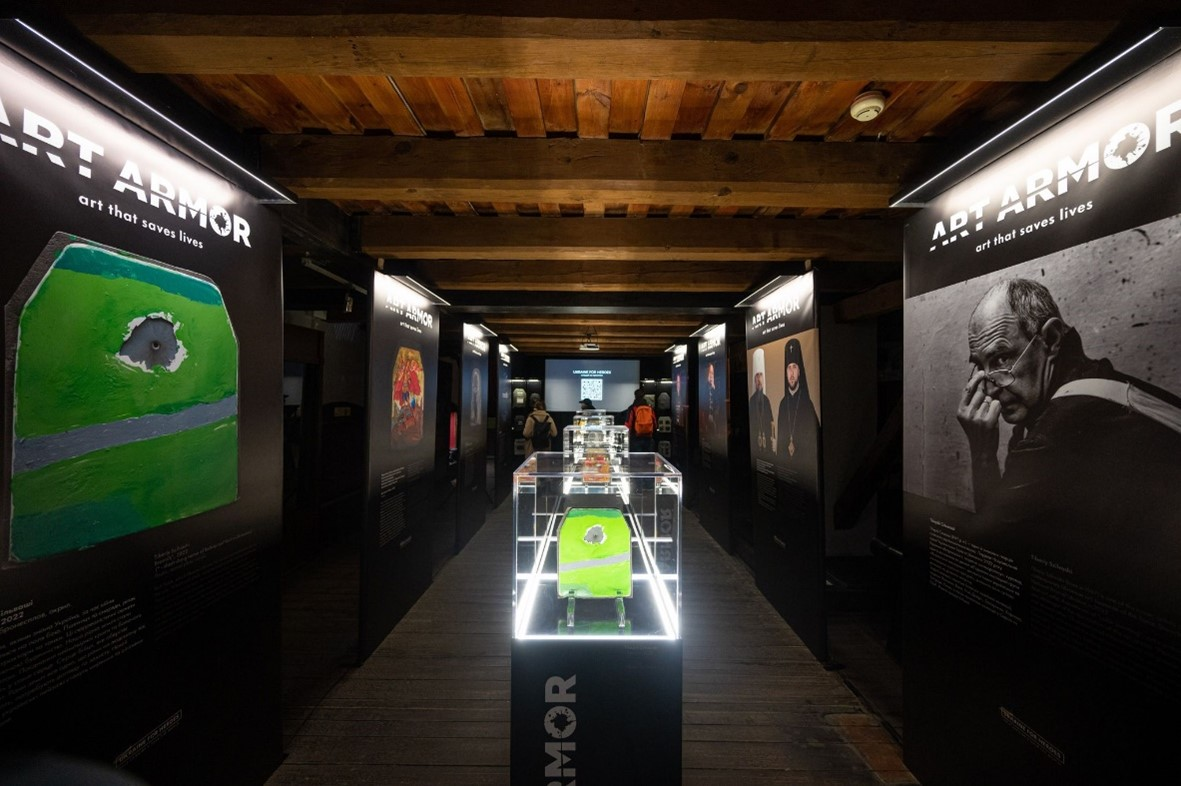
Виставка у Музеї-Арсеналі Львівського історичного музею

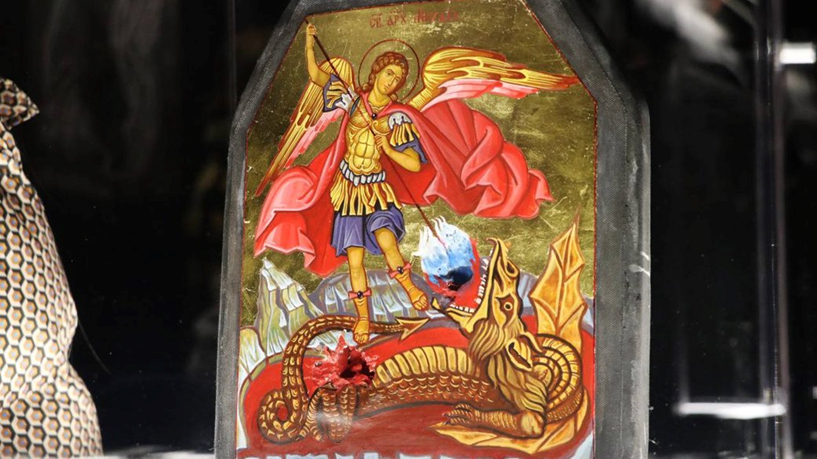
Ікона «Архістратиг Михаїл», створена Андрієм Охоцьким на виставці в Музеї-Арсеналі Львівського історичного музею

27 грудня 2022 року Музей-Арсенал Львівського історичного музею відкрив виставку робіт, створених в рамках проєкту ArtArmor. Експозиція складалася з 12 бронеплит, які українські митці перетворили на артоб’єкти. 

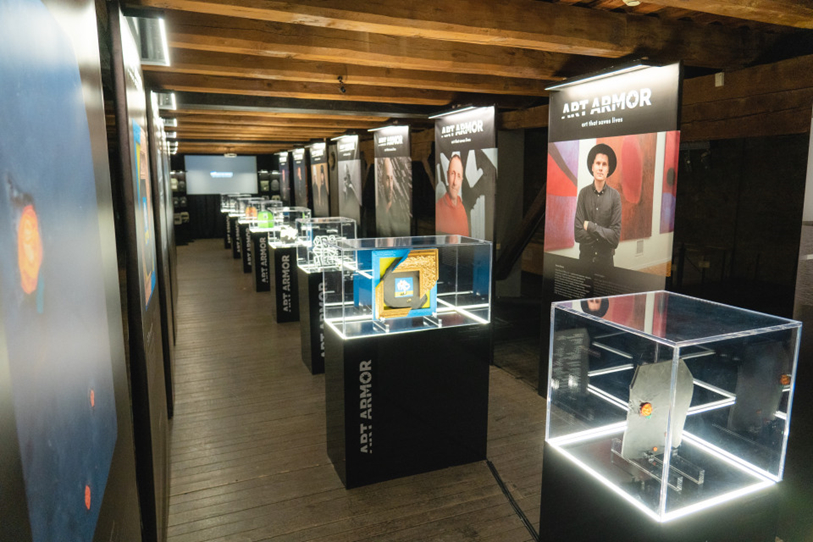
Виставка у Музеї-Арсеналі Львівського історичного музею

Одним із представлених творів стала ікона «Архістратиг Михаїл», яку створив художник-іконописець Андрій Охоцький з благословення глави Православної церкви України митрополита Епіфанія.
Також на виставці була продемонстрована бронеплита, яку перетворили на артоб’єкт керівники української держави, ЗСУ та низки відомств, залишивши на них свої підписи.

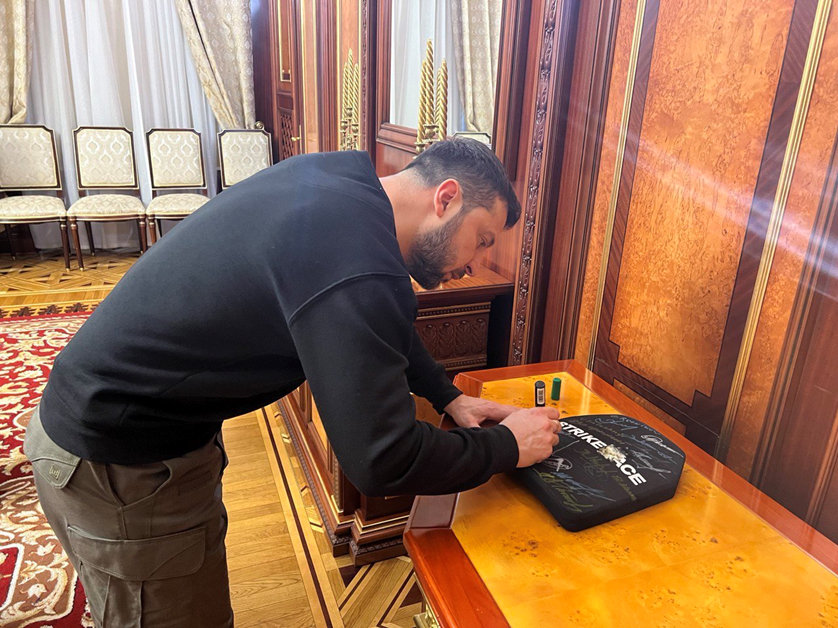
Президент Зеленський підписує бронеплиту для ArtArmor

11 січня 2023 року у Львові відбулася зустріч голів держав Люблінського трикутника, де президент Зеленський подарував Президенту Польщі Анджею Дуді та Президенту Литви Ґітанасу Науседі написані на бронеплитах ікони Юрія Змієборця, були створені в рамках проєкту ArtArmor художником-іконописцем Андрієм Охоцьким.
24 січня 2023 року у Варшаві виставку ArtArmor прийняв Центр сучасного мистецтва Замок Уяздовський (Centrum Sztuki Współczesnej Zamek Ujazdowski).
26 лютого 2023 року у Таллінні виставку ArtArmor прийняв Естонський історичний музей.

Роботи переможців конкурсу «Барви Перемоги» від ArtArmor Діти.

3 квітня 2023 року в рамках проєкту був оголошений конкурс «Барви Перемоги» для дітей віком 12-17 років з Рівного та області. Троє переможців конкурсу перенесли свої роботи з полотна на бронеплити, створивши власні артоб’єкти.
26 травня 2023 року виставка ArtArmor була представлена у Стокгольмі, в Музеї шведської армії.
18 липня 2023 року експозиція артоб'єктів з бронеплит була представлена у Німеччині, в Польському інституті в Берліні.
Влітку 2023 року команда мистецького проєкту ArtArmor провела мистецький конкурс «ArtArmor Діти-UA». Десятеро переможців перенесли свої роботи на бронеплити. Виставка бронеплит та малюнків учасників конкурсу відбулася в Національному музеї історії України у Другій світовій війні.
В січні 2024 року основна експозиція проєкту відкрила свої двері у галереї Високого Представництві Канади в Лондоні. На відкритті виставки були присутні Верховний комісар Канади у Великій Британії Ральф Е. Гудейл та Тимчасовий повірений у справах Посольства України у Великій Британії Едуардо Фесько.

## «Духовна звитяга»
«Духовна звитяга» (англ. Spiritual Victory) – субпроєкт міжнародного благодійного мистецького проєкту ArtArmor. Метою субпроєкту є об'єднання зусиль релігійних спільнот різних конфесій в Україні та поза її межами навколо ідеї боротьби проти збройної агресії, війни та її наслідків за допомогою мистецтва.
В межах проєкту «Духовна звитяга» українські художники-іконописці перетворюють на ікони бронеплити, які були пошкоджені кулями або уламками, але врятували життя українським військовим, що виконують бойові завдання на війні проти росії.
Перші 12 ікон, створених на бронеплитах, були освячені Митрополитом Епіфанієм у Свято-Михайлівському Золотоверхому монастирі. 
Невдовзі після освячення виставка ікон «Духовної звитяги» була представлена у Київській Трьохсвятительській духовній семінарії, Костелі Святого Миколая та Патріаршому Соборі Воскресіння Христового для демонстрації єдності зусиль Православної Церкви України, Римсько-католицької церкви в Україні та Української греко-католицької церкви у боротьбі за мир в Україні.
У Патріаршому Соборі Воскресіння Христового Глава УГКЦ Блаженніший Святослав благословив ікони, написані на бронеплитах.

## Партнери
- Нова Пошта
- Міністерство закордонних справ України
- Національний музей історії України у Другій світовій війні
- Івент-агентство GB Event by Kvartal 95[34]
- McCann Kyiv[35]
- Ukraine For Heroes[5]
- Міністерство культури та інформаційної політики України
- SOVA